# The Edge of Glory
The Edge of Glory ist ein Lied der US-amerikanischen Sängerin Lady Gaga. Der Song wurde am 9. Mai 2011 als dritte Singleauskopplung aus Gagas zweitem Studioalbum Born This Way veröffentlicht. Produziert wurde das Lied von Lady Gaga und DJ White Shadow.

## Hintergrund und Veröffentlichung

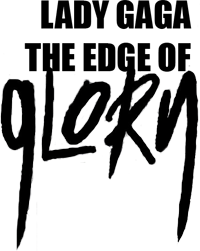
Schriftzug „The Edge of Glory“ aus dem Singlecover.

„The Edge of Glory“ wurde geschrieben und produziert von Lady Gaga, Fernando Garibay und DJ White Shadow. Das Lied entstand im Januar 2011, als Lady Gaga ihre Fans mit einer Vorschau des Liedtextes neckte. Stephen Hill von BEM bezeichnete das Lied nach dem ersten Hören als „phänomenal“. Weitere Informationen zu „The Edge of Glory“ verriet Lady Gaga in einem Interview mit Google. Sie sagte, das Lied bezeichne „den letzten Moment auf der Erde, den Moment der Wahrheit, den Moment, bevor man die Erde verlässt“. Sie sagte in dem Interview, dass sie das Lied kurz nach dem Tod ihres Großvaters geschrieben habe. Einen Tag vor der geplanten Veröffentlichung twitterte Lady Gaga, dass „The Edge of Glory“ am nächsten Tag als Promo-Single veröffentlicht wird.
Die Promo-Single sollte als Countdown zum nächsten Studioalbum Born This Way dienen. Durch den schnellen Erfolg des Liedes und durch die Förderung auf iTunes, wurde The Edge of Glory als dritte Singleauskopplung veröffentlicht. Statt „The Edge of Glory“ wurde am 16. Mai 2011 das Lied „Hair“ als Promo-Single veröffentlicht.

## Komposition
„The Edge of Glory“ ist eine schwungvolle Dance-Pop- und Elektro-Rock-Nummer. Das Lied ist stark geprägt von Synthesizern, vom Smooth Jazz, sowie vom Saxophon-Solo. Geschrieben ist es in A-Dur und folgt in der Strophe der Akkordabfolge A–E-D. Gagas Stimmumfang reicht in diesem Lied von A3 bis D5. Interessant ist, dass während der Bridge die Doppeldominante H-Dur verwendet wird.

## Kritische Rezeption

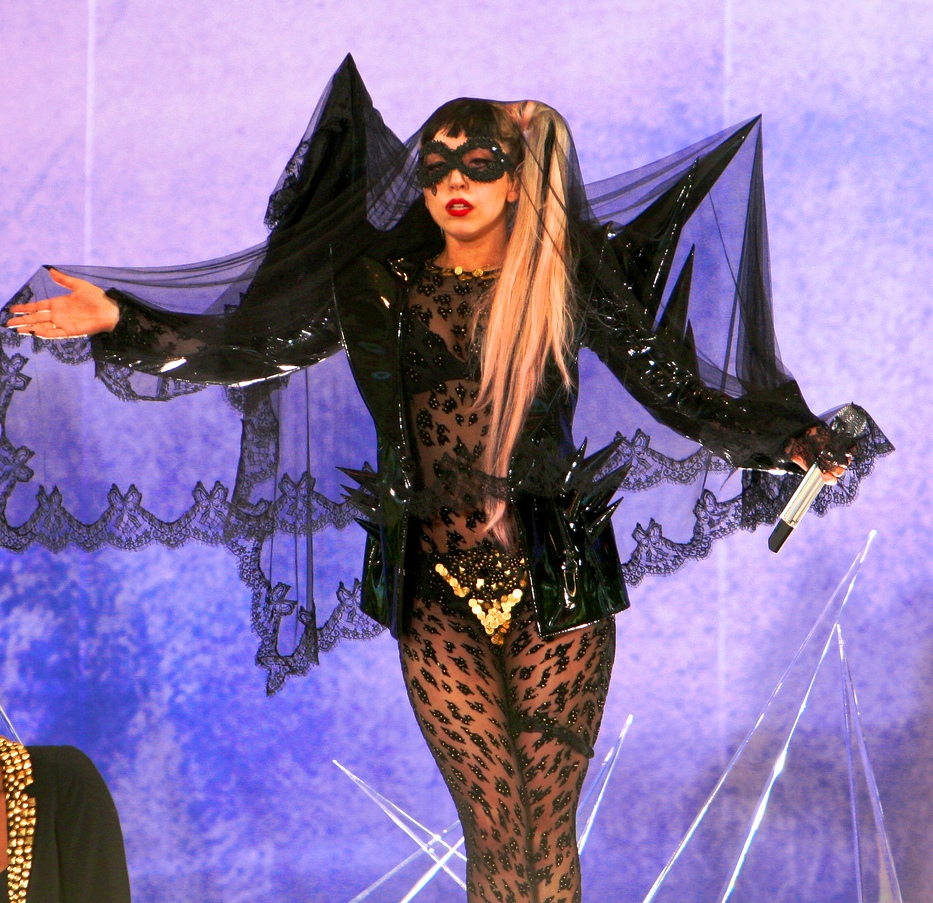
Lady Gaga singt „The Edge of Glory“ in der Sendung Good Morning America

Matthew Perpetua vom Rolling Stone Magazin gab dem Song eine positive Bewertung.

“This one sounds crazy in print—it's a massive power ballad with heavy club beats that features Clarence Clemons of the E Street Band wailing on his saxophone — but somehow it all seems totally natural when you actually hear it. There's an element of cheesiness to it, but it's totally captivating and incredibly catchy. If any of these new Gaga tunes demands to be a big fat hit this is it. The inclusion of Clemons is an inspired touch that amplifies the song's Eighties stadium rock vibe, but his (Clemon's) actual performance is amazing and ranks among the best of his career.”

Seit der Veröffentlichung von „The Edge of Glory“, erhielt das Lied viel Lob von Fans. Das Magazin NME gab dem Lied eine positive Kritik.

“It feels like a pop moment without her trying too hard." [später fügten sie hinzu] "‘The Edge Of Glory’ is simple. And it is, quite simply a Great Pop Moment.”

## Kommerzieller Erfolg

### Chartplatzierungen
The Edge of Glory erreichte in den ITunes-Charts direkt die Top 3 nach der Veröffentlichung. In Finnland schaffte es The Edge of Glory auf Platz 14 und in Irland auf Position 4.
| ChartsChartplatzierungen       | Höchstplatzierung | Wochen |
| ------------------------------ | ----------------- | ------ |
| Deutschland (GfK)              | 3 (34 Wo.)        | 34     |
| Österreich (Ö3)                | 3 (17 Wo.)        | 17     |
| Schweiz (IFPI)                 | 10 (24 Wo.)       | 24     |
| Vereinigte Staaten (Billboard) | 3 (24 Wo.)        | 24     |
| Vereinigtes Königreich (OCC)   | 6 (43 Wo.)        | 43     |

| ChartsJahrescharts (2011)      | Platzierung |
| ------------------------------ | ----------- |
| Deutschland (GfK)              | 27          |
| Österreich (Ö3)                | 38          |
| Schweiz (IFPI)                 | 54          |
| Vereinigte Staaten (Billboard) | 29          |
| Vereinigtes Königreich (OCC)   | 27          |

### Auszeichnungen für Musikverkäufe
| Land/Region                  | Auszeichnungen für Musikverkäufe (Land/Region, Auszeichnung, Verkäufe) | Verkäufe  |
| ---------------------------- | ---------------------------------------------------------------------- | --------- |
| Australien (ARIA)            | 5× Platin                                                              | 350.000   |
| Brasilien (PMB)              | 3× Platin                                                              | 180.000   |
| Dänemark (IFPI)              | Gold                                                                   | 15.000    |
| Deutschland (BVMI)           | Gold                                                                   | 150.000   |
| Frankreich (SNEP)            | —                                                                      | 42.000    |
| Italien (FIMI)               | Platin                                                                 | 30.000    |
| Japan (RIAJ)                 | Gold (Downloads) · + Gold (Mobile Downloads)                           | 200.000   |
| Neuseeland (RMNZ)            | Gold                                                                   | 7.500     |
| Norwegen (IFPI)              | Gold                                                                   | 30.000    |
| Österreich (IFPI)            | Platin                                                                 | 30.000    |
| Schweden (IFPI)              | Platin                                                                 | 40.000    |
| Schweiz (IFPI)               | Gold                                                                   | 15.000    |
| Vereinigte Staaten (RIAA)    | 4× Platin                                                              | 4.000.000 |
| Vereinigtes Königreich (BPI) | Platin                                                                 | 1.100.000 |
| Insgesamt                    | 7× Gold · 16× Platin ·                                                 | 6.189.500 |

Hauptartikel: Lady Gaga/Auszeichnungen für Musikverkäufe